# The Meaning of Life (álbum de Tankard)
The Meaning of Life es el cuarto álbum de estudio de la banda de thrash metal Tankard y el primero con Arnulf Tunn en la batería.

## Canciones
1. "Open All Night" - 5:44
2. "We Are Us" - 4:41
3. "Dancing On Our Grave" - 3:44
4. "Mechanical Man" - 6:04
5. "Beermuda" - 4:49
6. "The Meaning of Life" - 5:41
7. "Space Beer" - 4:33
8. "Always Them" - 4:02
9. "Wheel of Rebirth" - 6:15
10. "Barfly" - 4:15
11. "Wonderful Life" - 1:47

## Créditos
- Andreas "Gerre" Geremia - vocales
- Frank Thorwarth - bajo
- Axel Katzmann - guitarra
- Andy Bulgaropulos - guitarra
- Arnulf Tunn - Batería

- Datos: Q3281362